# Niente, più niente al mondo
Niente, più niente al mondo è un libro di Massimo Carlotto, pubblicato nel 2004. Sullo sfondo della Torino dei quartieri operai, nei quali però gli operai hanno lasciato lo spazio agli extracomunitari, si svolge una ‘'quotidiana'’ tragedia familiare, fatta di una vita senza prospettive, di disoccupazione e di difficoltà a sbarcare il lunario, di convivenza con i nuovi ‘'concorrenti'’ extracomunitari, con uno stato che non riesce più a garantire diritti e servizi. È una vita in cui bisogna essere consumatori per sentirsi vivi, senza strumenti culturali per opporsi allo squallore dell'esistenza e alla tv modello e unico sbocco e sfogo. Alla fine le contraddizioni esplodono all'interno della famiglia.
“Niente, più niente al mondo” è un verso tratto da “Il cielo in una stanza” di Gino Paoli: è la frase che ha fatto da colonna sonora al matrimonio della protagonista, quando il futuro era pieno di promesse e l'amore sembrava ancora possibile, ma che torna lungo tutto il racconto a sottolineare l'ineluttabilità di un destino ormai segnato.

## Lo spettacolo teatrale
Niente, più niente al mondo è anche il titolo di un monologo teatrale, ispirato al libro, che ha girato l'Italia in diversi allestimenti, uno di Assemblea Teatro, uno di Nicola Pistoia con protagonista Crescenza Guarnieri, uno per la regia di Francesco Migliaccio con Carla Manzon, musiche dei Miura e luci di Luca Bronzo e uno di Fabio Cherstich con Annina Pedrini e Marina Occhionero, luci di Gigi Saccomandi, costumi di Sara Grittini e produzione del Teatro Franco Parenti.

## Edizioni
- Massimo Carlotto, Niente, più niente al mondo, Edizioni e/o, Collana Assolo, 2004,  p. 72, ISBN 8876416358.